# Belisana khaosok
Belisana khaosok är en spindelart som beskrevs av Huber 2005. Belisana khaosok ingår i släktet Belisana och familjen dallerspindlar.
Artens utbredningsområde är Thailand. Inga underarter finns listade.